# Harry Kessler
Harry Clemens Ulrich Graf von Kessler (ur. 23 maja 1868 w Paryżu, zm. 30 listopada 1937 w Lyonie) – niemiecki hrabia, pisarz, artysta, dyplomata i polityk.
Był odpowiedzialny za kontakty władz niemieckich z Józefem Piłsudskim w czasie jego internowania w twierdzy Magdeburg. Po odzyskaniu przez Polskę niepodległości, 21 listopada 1918 został pierwszym akredytowanym w Warszawie dyplomatą.
Jego pamiętniki opublikowane w 1971 zawierają wiele anegdot i ciekawostek na temat życia artystycznego i teatralnego w Europie, przede wszystkim w Niemczech, z okresu przed wybuchem II wojny światowej oraz cenzury Hitlera.

## Rodzina
Harry Kessler był synem bankiera Adolfa Wilhelma Kesslera z Hamburga oraz Irlandki Alice Harriet Blosse-Lynch. Jego matka (ur. 17 lipca 1844 w Bombaju, zm. 19 września 1919 w Normandii) była córką baroneta irlandzkiego Henry Blosse-Lyncha. Rodzice Kesslera pobrali się w Paryżu 10 sierpnia 1867. Młodsza siostra Kesslera urodziła się w 1877, nazwano ją Wilma na pamiątkę cesarza Wilhelma I. Po zamążpójściu nosiła nazwisko Wilma de Brion.
W swoim czasie krążyło wiele plotek o rzekomym romansie cesarza i matki Kesslera. Sugerowano nawet, że to cesarz, a nie Adolf Kessler, był ojcem Harry’ego.

## Życie, edukacja i praca
Kessler dorastał we Francji, Anglii i Niemczech. Poznał wiele kultur, dużo podróżował, zrobił karierę jako dyplomata, dlatego znany był jako obywatel świata. Sam uważał siebie za Europejczyka.
Kessler najpierw uczył się w Paryżu następnie, od 1880, w szkole w Ascot, w Anglii. Zgodnie z życzeniem ojca wstąpił w 1882 do Gelehrtenschule des Johanneums, humanistycznego gimnazjum w Hamburgu, gdzie zdał maturę. Studiował potem prawo i historię sztuki w Bonn i Lipsku.
Przeprowadziwszy się do Berlina w 1893, współpracował z pełniącym ważną rolę w rozwoju art nouveau literacko-artystycznym czasopismem „Pan”, które publikowało teksty m.in. Richarda Dehmela, Theodora Fontane’a, Friedricha Nietzschego, Detleva von Liliencrona, Juliusa Harta, Novalisa, Paula Verlaine’a oraz Alfreda Lichtwarka.